# Turó d'en Torres (Cabrils)
El Turó d'en Torres és una muntanya de 407 metres que es troba entre els municipis de Cabrils i de Vilassar de Dalt, a la comarca del Maresme.